# نادي شباب الحسين
شباب الحسين هو نادٍي أردني تأسس عام 1954 في العاصمة الأردنية عمان. يلعب في الدوري الأردني لكرة القدم في الدرجة الأولى حالياً.

## تاريخه
تأسس نادي شباب الحسين في مخيم الحسين للاجئين الفلسطينيين في عمان وهو أحد المخيمات التي أُقيمت في عمان بعد نكبة فلسطين وطرد الشعب الفلسطيني من أرضه عام 1948، حيث يمارس النادي الأنشطة الرياضية والثقافية والاجتماعية والكشفية والفنية. ويقع مقره في منتصف مخيم الحسين ويمتلك النادي قاعة رياضية أنشئت عام 1983 وتعتبر من أوائل الصالات الرياضية في الأردن.
وينتسب النادي لاتحادي كرة القدم وكرة الطائرة، وكان قد انتسب سابقا لاتحادات كرة السلة وتنس الطاولة ورفع الأثقال وبناء الأجسام. وبرز العديد من اللاعبين في هذه الألعاب أمثال تحسين فني ومحمود قميع وزياد السلايمة وعصام عزام وماهر أبو عمه ومحمد رجب في كرة السلة. وصالح العباسي وموفق القريني في تنس الطاولة. وسمير شبارو وفوزي غياضه في بناء الأجسام، إلا أن المتطلبات المالية الكثيرة حالت دون الاستمرار بذلك واقتصر النشاط الرياضي على كرة القدم والطائرة فقط، ويرأس النادي حاليا السيد سامي القصاص والرئيس الفخري للنادي هو النائب خليل عطية. وقد رأس النادي منذ تأسيسه العديد من الشخصيات التي نذكر منها السيدة زهية باكير وأبو علي النواس والسادة الأفاضل عدنان أبو كويك وعلي الكوبري وموسى الحوت ومحمود مطاوع وعادل أبو نعمة ووليد الجدع ومحمد العايدي وخميس العيسوي وحمادة الفراعنة ومحمد نعمان وفتحي غياضة وغيرهم.

## الأنشطة غير الرياضية
الأنشطة الأخرى التي تمارس في النادي هي النشاط الكشفي حيث تعتبر المجموعة الكشفية التابعة للنادي (مجموعة جعفر الطيار) من أقدم المجموعات الكشفية في الأردن.
كذلك يمارس في النادي النشاط الثقافي والفني من خلال اللجنة الثقافية، والعديد من الفنانين الأردنيين كانت بدايتهم من خشبة مسرح نادي شباب الحسين مثل الفنان ربيع شهاب والفنان أنور خليل إضافة إلى لجنة الفتيان الأيتام التي ترعى حوالي 150 طفلا يتيما من سكان مخيم الحسين والمناطق المحيطة به.

## كرة القدم في النادي
البداية كانت المشاركة في بطولة مراكز الشباب لمخيمات الفلسطينيين التي تقام برعاية وكالة الغوث التابعة للأمم المتحدة، وفي عام 1972 انتسب النادي رسميا لاتحاد كرة القدم حيث شارك في البطولات الرسمية.